# Sclerite (biologia)
Con il termine sclerite (dal greco σκληρός, che significa “duro”) si usa indicare una parte corporea indurita. Il termine è usato in vari settori della biologia per numerose strutture, che includono porzioni indurite delle spugne (spicole) e dell'esoscheletro degli artropodi.

## Scleriti negli artropodi
Negli artropodi, queste strutture sono costituite dall'incrocio di catene di proteine nella cuticola esterna (un processo noto come sclerotizzazione). Quindi, l'esoscheletro degli artropodi è diviso in numerose scleriti, unite da regioni membranose e non sclerotizzate. La forma e la disposizione delle differenti scleriti costituiscono una parte rilevante dei caratteri morfologici usati nella ricostruzione delle relazioni filogenetiche tra le differenti linee evolutive; le scleriti, quindi, permettono la costituzione di una sistematica degli artropodi, soprattutto grazie all'abilità dei sistematici nel riconoscere accuratamente le omologie tra le differenti scleriti, dal momento che queste possono essere perdute, fuse insieme, divise o modificate in qualunque altro modo da una linea evolutiva a un'altra. Ad esempio, la sclerite che forma la mandibola degli insetti varia incredibilmente nella forma tra ordini diversi, ma tutte queste variazioni sono omologhe.

## Scleriti del Cambriano
Un uso specialistico del termine “sclerite” viene utilizzato per descrivere strutture cave di carbonato, solfato o fosfato di calcio presenti sul corpo di numerosi animali del Cambriano inferiore. Questo fossili, noti generalmente con il nome di “piccola fauna dura”, sembrerebbero rappresentare elementi di un'armatura esterna piuttosto che elementi strutturali interni (come nelle spugne). Queste scleriti si trovavano su una vasta gamma di bizzarri organismi cambriani: tra questi, un animale simile a una spugna noto come Chanchelloria, una forma simile a una lumaca corazzata (Wiwaxia), un “verme” corazzato appartenente ai lobopodi (Microdictyon), un altro essere simile a una lumaca con due conchiglie poste alle due estremità (Halkieria) e un probabile mollusco simile agli odierni chitoni (Tommotia).

## Scleriti in molluschi attuali?
È stata avanzata l'ipotesi secondo la quale le scleriti di Wiwaxia sarebbero omologhe alle chetae degli anellidi (Butterfield, 1990). Inoltre, almeno un odierno mollusco gasteropode abitante dei mari profondi vivente accanto ai bordi di sorgenti idrotermali (Chrysomallon squamiferum) possiede strutture composte da solfidi di ferro (Bengtson e Warén, 2003); queste strutture sono molto simili alle scleriti degli animali cambriani, ma probabilmente non sono strutture omologhe.